# Monument à Wikipédia
Le Monument à Wikipédia (en anglais : Wikipedia Monument, en polonais : Pomnik Wikipedii) est situé à Słubice en Pologne. Il s'agit d'une statue conçue par Mihran Hakobyan en l'honneur des contributeurs de l'encyclopédie en ligne Wikipédia.

## Description
La sculpture, constituée de fibre et de résine, représente quatre personnes tenant au-dessus de leur tête la sphère en puzzle qui est le logo de Wikipédia,. Son coût total s'élève à 47 000 złotys (≈ 11 000 € en 2014).

La traduction de l'inscription lisible sur la plaque vissée au socle de la statue (voir photo) est la suivante : 

« Avec ce monument, les citoyens de Słubice aimeraient rendre hommage à des milliers de rédacteurs anonymes du monde entier, qui ont contribué volontairement à la création de Wikipédia, le plus grand projet créé sans considération de frontières politiques, religieuses ou culturelles. Cette année où ce monument est dévoilé, Wikipédia est disponible en plus de 280 langues et contient environ 30 millions d'articles. Les bienfaiteurs à l'origine de ce monument ont la certitude que Wikipédia est un des piliers de la société de la connaissance et sera en mesure de contribuer au développement durable de notre civilisation, de la justice sociale et de la paix entre les nations. »

## Historique
Le monument a été proposé vers 2010 par le professeur d'université Krzysztof Wojciechowski (pl), directeur du Collegium Polonicum (pl) à Słubice.
Il a été inauguré le 22 octobre 2014 sur la place de Francfort (pl) à Słubice

## Galerie
- Vidéo de l'inauguration.

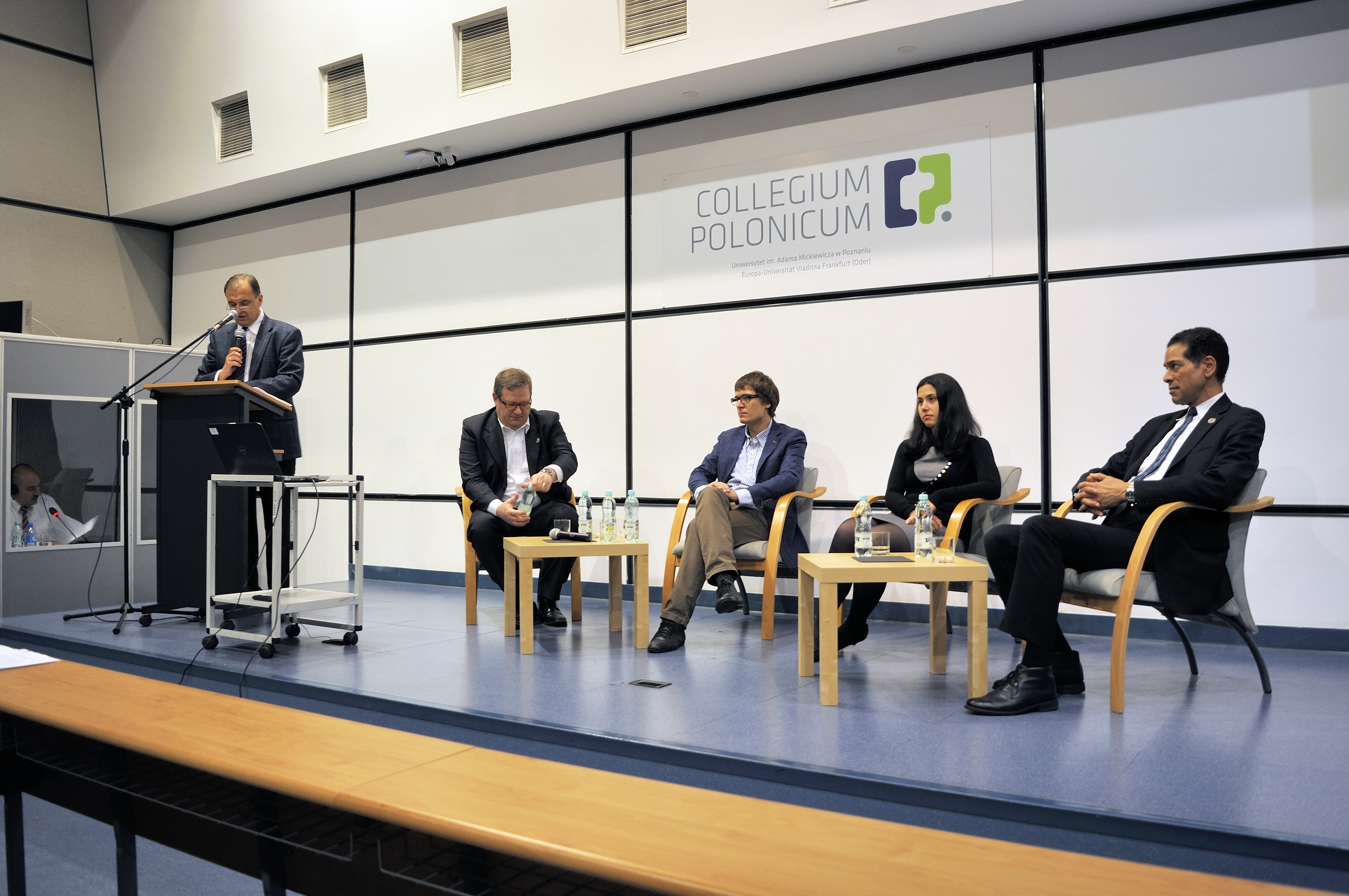
Symposium : Krzysztof Wojciechowski, Sebastian Wallroth (WMDE), Dariusz Jemielniak, Natalia Szafran-Kozakowska (WMPL) et Garfield Byrd (WMF).
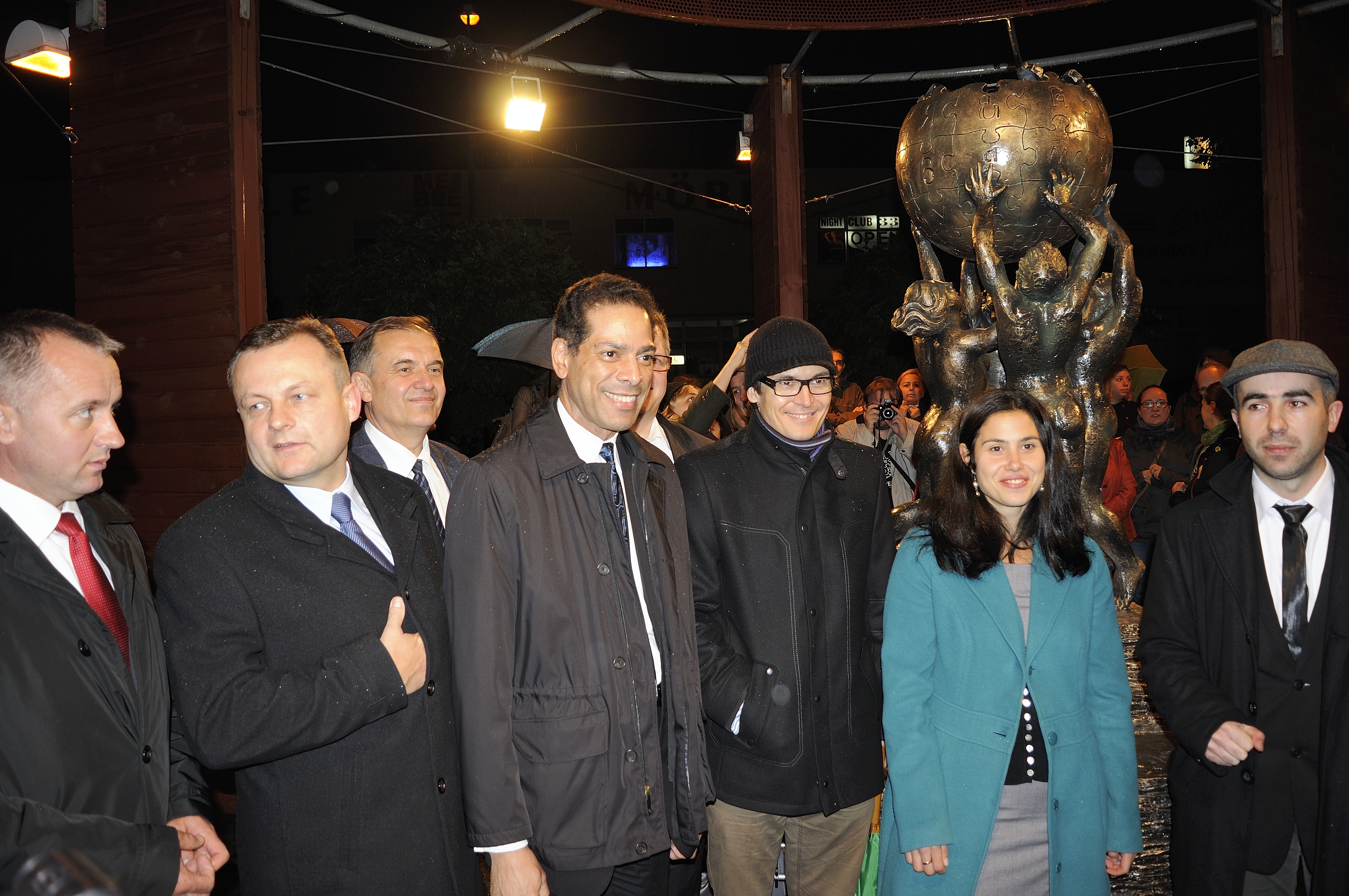
Andrzej Bycka, Tomasz Ciszewicz, Krzysztof Wojciechowski, Garfield Byrd, Dariusz Jemielniak, Natalia Szafran-Kozakowska et Mihran Hakobyan.
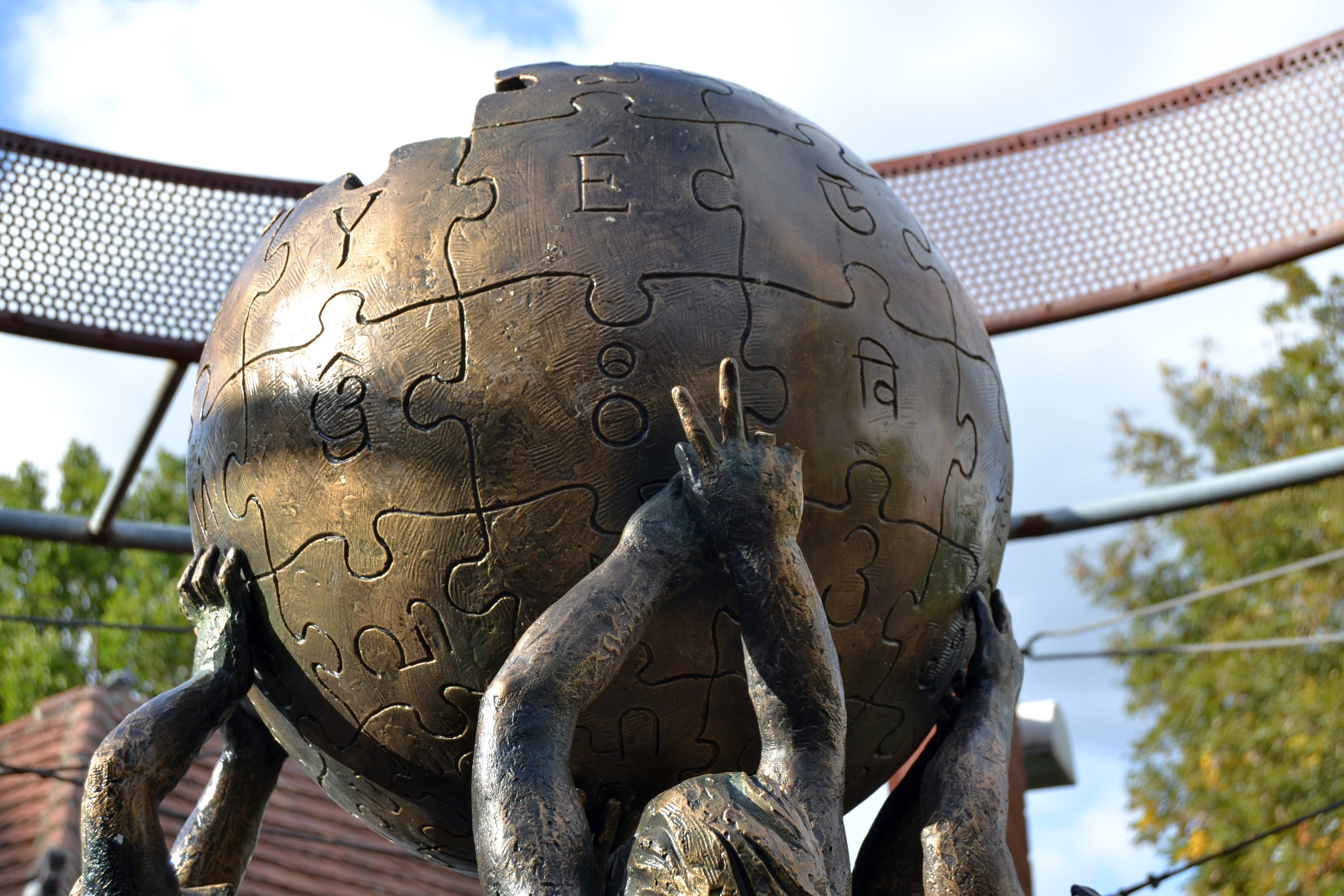
Destruction visible sur les doigts du monument, condition septembre 2019.